# エズラ
エズラ（ヘブライ語: עֶזְרָא、ラテン文字表記: Ezra）は、『旧約聖書』の登場人物。
『旧約聖書』によれば、アロンの家系の祭司で、エレアザルまたピネハスの子孫（「エズラ記」7:1-5、7:11）。写字生（「エズラ記」7:6）で、ヘブライ語とアラム語も書けたと思われる（「エズラ記」4:8-6:18、7:12-26はいずれもアラム語で書かれている）。

## エズラ記、ネヘミヤ記によるエズラ
バビロン捕囚後、バビロンはアケメネス朝ペルシャのキュロス王に占領された。キュロス王は、紀元前538年にユダヤの捕囚民が故国に戻り国を再建することを許した。4万人が帰還し、エルサレムに神殿が再建されるが、一方でバビロンに留まった捕囚民のコミュニティは、ペルシャの統治の元で繁栄し、重要な地位に昇るものもいた。
その一部の民がエルサレムに帰還しはじめて80年後の紀元前458年、ペルシア王アルタシャスタの治世第7年目、エズラは王の許可を得てバビロンからエルサレムに赴いた（「エズラ記」7:1、7:6、7:8、7:11-13）。
王国内のユダヤ人は誰でもこれに同行できたため、12氏族にわたるおよそ5000人の人々が集まった。
そして、エズラはアハワ川のほとりで断食を布告した。それは、大量の家財を運ぶ時、王の護衛隊を付ける事を望まなかったからである（「エズラ記」8:21、8:22）。しかし、イスラエルの民や祭司やレビ人たちが異国の妻をめとっている事を知り、自分の衣を引き裂いた（「エズラ記」9:1-4）。そして、エズラは異国の妻たちを追い出すよう民に命じたが、すぐには解決せず3ヶ月の期間を要した（「エズラ記」10:1-19）。
そうやってエズラはユダヤ人の純粋性を回復しようとした。その後紀元前446年にペルシャからネヘミヤが総督として派遣され、ユダヤの地を治め、エルサレムの城壁の再建などユダヤ民族の復興に務めた。
エズラはその後も演壇に立ち民の前で律法を朗読している（「ネヘミヤ記」8:1-4）。
第七の月の1日、エズラは総督ネヘミヤの前でモーセの律法の書を読むと、広場に集まった民は感動して泣いた。エズラは民に泣くのを止め、食べて飲んで心から喜ぶように命じた。また、レビ人と民の家長たちと律法の研究を続けた。
エズラは、ユダヤ人社会の宗教と法の掟を統合し、後にユダヤ民族の信仰や生活の基準となるユダヤ教の土台を築いたと言われている。

## 史実との相違
エズラのエルサレム帰還の年代については異説がある。アルタクセルクセス1世の治世7年というのは無理があり、紀元前458年ではなく紀元前428年とする説や、アルタクセルクセス2世（紀元前404年‐358年）の治世だとする説が有力である。